# Робітнича газета (газета УСДРП)
«Робітни́ча газе́та» — щоденник, орган ЦК Української соціал-демократичної робітничої партії, Видавалася з перервами із 30 березня 1917 по 1919 (№ 1–448 — у Києві, до 466 — у Вінниці, до 480 — у Рівному, до № 536 — у Кам'янці-Подільському). Із № 481 виходила щодня, крім днів після свят, із № 484 — щодня, із № 520 — тричі на тиждень.
Редактори — Михайло Авдієнко, Володимир Винниченко, І.Романченко, Ісаак Мазепа.
Секретар редакції — Микола Шлемкевич.

## Вміст
Головна увага на сторінках газети приділялася висвітленню політичних подій.
1917 газета мала рубрики «Життя партії», «З українського життя», «З робітничого життя», «Політичні новини», «Від Центральної Ради», «Повідомлення ставки», «Вибори до Думи», «Вибори до Установчих зборів», «На біжучі теми», «Голос селянина», «Голос виборців», «За кордоном», «По Росії», «Оповістки», «З газет», «Хроніка», «Листи до редакції», «З життя українців на чужині», «Театр і музика» та деякі ін.
1918 під час війни з РСФРР з'явилися нові рубрики «Війна з більшовиками», «Боротьба з ворогами України», «Голос фронтовика», «Оперативний звіт». Припинила діяльність у зв'язку з еміграцією керівництва УСДРП за кордон.